# San Lorenzo (fiume della California)

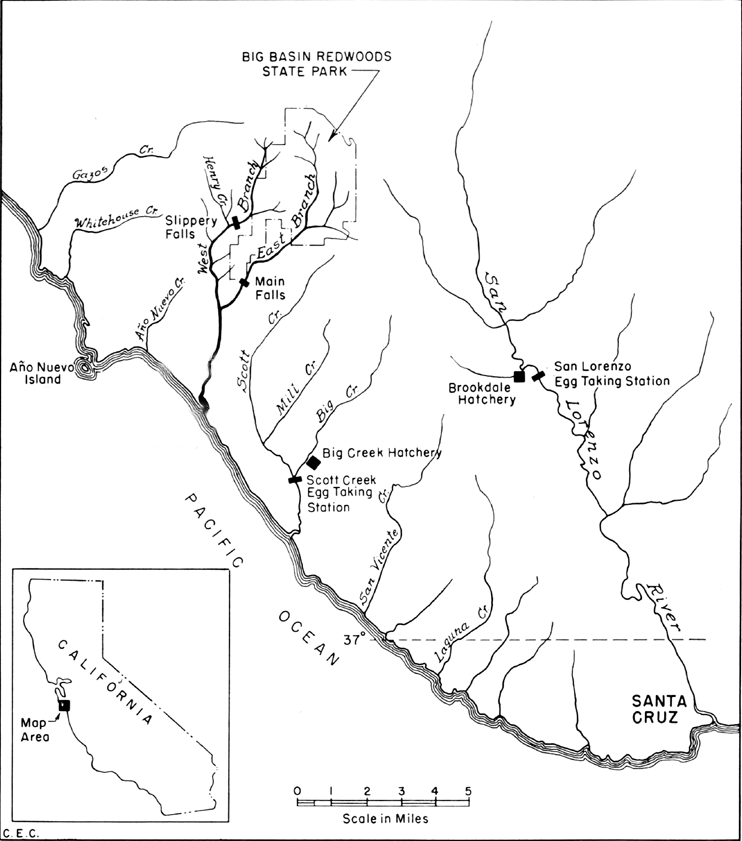
Mappa del 1954 di Waddell Creek, Scott Creek e San Lorenzo River

Il fiume San Lorenzo è un fiume della California (Stati Uniti d'America) che nasce nel Parco di Castle Rock State sui Monti di Santa Cruz e scende in direzione sudest attraverso la valle cui dà il nome, attraversa la città di Santa Cruz e sfocia nell'Oceano Pacifico, nella Baia di Monterey dopo un percorso di 46 km.

## Storia
La prima esplorazione terrestre dell'Alta California, la Spedizione Portolá, diede il nome al fiume quando passò attraverso la zona, diretta a nord e accampatasi presso la riva occidentale del fiume il 17 ottobre 1769. Il missionario francescano Juan Crespi, che viaggiava con quella spedizione, annotò nel suo diario:
()
 "Non lontano dal mare" indica che la spedizione attraversò probabilmente il fiume a uno dei due guadi, che più tardi diventerà quello più comunemente percorso. I guadi divennero i luoghi ove furono eretti i primi due ponti, oggi rispettivamente a Water Street e Soquel Avenue.
Nel 1863, la California Powder Works fu costruita sulle rive del fiume, tre miglia a monte di Santa Cruz. Lo stabilimento produceva esplosivo per le miniere della California, ma la sua produzione fu interrotta dalla guerra di secessione americana. A monte della fabbrica fu eretta una diga per alzare il livello delle acque in modo tale a farle fluire in una galleria lunga circa 366 metri, scavata nella roccia granitica per convogliare le acque in un canale artificiale che, con un salto di circa 18 metri forniva la forza idraulica per la fabbrica delle polveri. Durante le estati secche, quando il fiume è in magra, la sua intera portata può essere deviata nel canale da sotto la diga.

## Ecologia
Il fiume San Lorenzo era una volta uno dei più popolari fiumi della Costa centrale della California per le trote arcobaleno e per i salmoni argentati (coho). Circa 42 chilometri del fiume, e almeno nove dei suoi maggiori affluenti, ospitano trote arcobaleno. Storicamente il fiume San Lorenzo è oggetto di pesca del salmone argentato e della trota arcobaleno a sud della Baia di San Francisco, è la zona più grande di pesca dello Stato della California. Nel 1960, si è stimata la presenza di oltre 30 000 pesci viventi nel fiume, ma dieci anni dopo la popolazione ittica si era ridotta a 1 000. La regolamentazione della pesca fu cambiata nel 1998 per proteggere la fauna ittica selvatica rispetto a quella immessa dai vivai. Il cambiamento ha prodotto effetti minimi e sono ancora necessari provvedimenti per la conservazione/preservazione delle specie naturali. Il salmone argentato e la trota arcobaleno sono elencati rispettivamente come "a rischio di estinzione" e "minacciati" secondo la Legge federale sulle specie a rischio (1973).
Nel 1995 un'indagine sui salmoni argentati relativa alla sola popolazione ittica rimasta nel Waddell Creek, trovò una piccola popolazione naturale (influenzata da quella proveniente da vivai) nello Scott Creek e una piccola popolazione proveniente da vivai nel San Lorenzo, tutti nella Contea di Santa Cruz. Storicamente i salmoni argentati furono trovati in circa 50 corsi d'acqua costieri, nelle contee di San Mateo e Santa Cruz, ma negli anni 1960 le risalite per la deposizione delle uova riguardavano solo più 11 corsi d'acqua.
Nel 1995 la media annua della popolazione di salmoni, sia nativi che immessi da vivai nei torrenti Waddell e Scott, era stimata in soli 50-60 adulti, nessuno dei quali nel fiume San Lorenzo, comprendendo solo l'1.5% della quantità stimata di salmoni argentati a sud della Baia di San Francisco agli inizi degli anni '60.
I salmoni argentati sono tornati grazie agli sforzi presso il Kingfisher Flat Hatchery on Scott Creek's Big Creek tributary. Salmoni argentati non sono stati registrati nel fiume San Lorenzo dall'inizio degli anni 1980 fino al 2005, quando almeno una dozzina di esemplari adulti sono stati osservati nella scala di dirottamento dei pesci Felton a Santa Cruz. Nei recenti decenni la continua crescita ha elevato la domanda di acqua al sistema idrico, richiamando l'attenzione sulla necessità di un'ulteriore preservazione dei corsi d'acqua in ordine alla protezione dei giovani salmoni, trote e lamprede. Nel 2014, salmoni argentati catturati nei fiumi più bassi sono stati trasferiti all'incubatore di Big Creek per consentire al sistema genetico locale di immagazzinare esemplari.
Affidabili dati storici del 1915 affermano che, oltre al "quinnat" (salmone reale) e al "silver" (salmone argentato), occasionali "humpback" (salmoni rosa) e "dog" (salmoni keta) utilizzavano le acque del fiume San Lorenzo.

## Bacino e corso
Il bacino del San Lorenzo è di 360  km2. Il bacino del torrente Branciforte è il primo dei sotto-bacini del Sistema del San Lorenzo. L'affluente Newell Creek è stato dotato di uno sbarramento per creare il Loch Lomond, un lago artificiale che fornisce acqua potabile alla città di Santa Cruz.

## Allagamenti e inquinamento idrico
A seguito delle devastanti inondazioni del dicembre 1955, il Corpo degli ingegneri dell'Esercito degli Stati Uniti prese delle misure di controllo delle esondazioni lungo il fiume San Lorenzo e il torrente Branciforte fino al centro della città di Santa Cruz. Non vi fu alcuna esondazione del fiume quando, nel gennaio 1982, la portata del fiume raggiunse un livello molto più alto di quanto ci si attendesse, sulla base del progetto iniziale. Ciò fu causato da un elevato ammontare dei sedimenti che si erano ridepositati nel canale dopo la sua costruzione. Il progetto originale (1956) implicava periodici drenaggi del letto del canale, il che era sia costoso che dannoso all'habitat acquatico e ripariale. Probabilmente per questi motivi il controllo del flusso nel canale non fu mantenuto regolarmente. Gli argini e i ripari furono ricostruiti nel 2004, ma il progetto per questi interventi presupponeva che il canale fosse periodicamente drenato. Sebbene l'ultimo progetto richiedesse una minor frequenza di drenaggio che quello originale, ogni operazione di drenaggio è economicamente e ambientalmente non fattibile per la città di Santa Cruz, sponsor locale del progetto federale. I presenti e futuri livelli di protezione dalle inondazioni forniti dal progetto, senza il drenaggio, vennero studiati dal Corpo degli ingegneri dell'Esercito degli Stati Uniti nell'agosto del 2011. Un progetto di restauro è in corso fin dal 1985. Recenti analisi della popolazione ittica mostrano un lento incremento a quasi 3000. Il declino dell'influenza delle maree tra Broadway e i ponti di Soquel Avenue nella città di Santa Cruz è visibile dalle strisce di sabbia.
Negli anni 1970 la contea di Santa Cruz cominciò a creare un modello di trasporto idrologico sul fiume San Lorenzo, utilizzando un gruppo di scienziati e ingegneri della Earth Metrics Inc., che crearono il primo modello matematico del fiume, con l'obiettivo di analizzare la sedimentazione con i carichi trasportati e verso valle. Il modello fu anche utilizzato per prevedere il trasporto di nitrati e altri agenti inquinanti e fu infine utilizzato per studiare diverse strategie di controllo della gestione del flusso.
Un altro problema per il fiume e il suo habitat è l'inquinamento idrico provocato dalla città di Santa Cruz e dai comuni a monte quali Felton, Ben Lomond, Brookdale e Boulder Creek. Il bacino del fiume San Lorenzo ha la più alta densità di scarichi fognari di qualsiasi area simile nello stato della California. Il livello batterico era pericolosamente alto negli anni 1980 con dal 3% al 6% di scarichi fognari non trattati sulla superficie terrestre e un altro dal 7% al 9% di abitazioni civili che scaricavano illegalmente le loro acque reflue, con un alto livello di batteri patogeni. Nonostante i miglioramenti apportati al sistema fognario negli ultimi tre decenni, i livelli di batteri in molte aree sono appena al pari degli standard per un nuoto sicuro e i livelli di nitrati sono estremamente elevati e sono una minaccia per la fornitura di acqua potabile in gran parte della contea.

## Elementi scenici

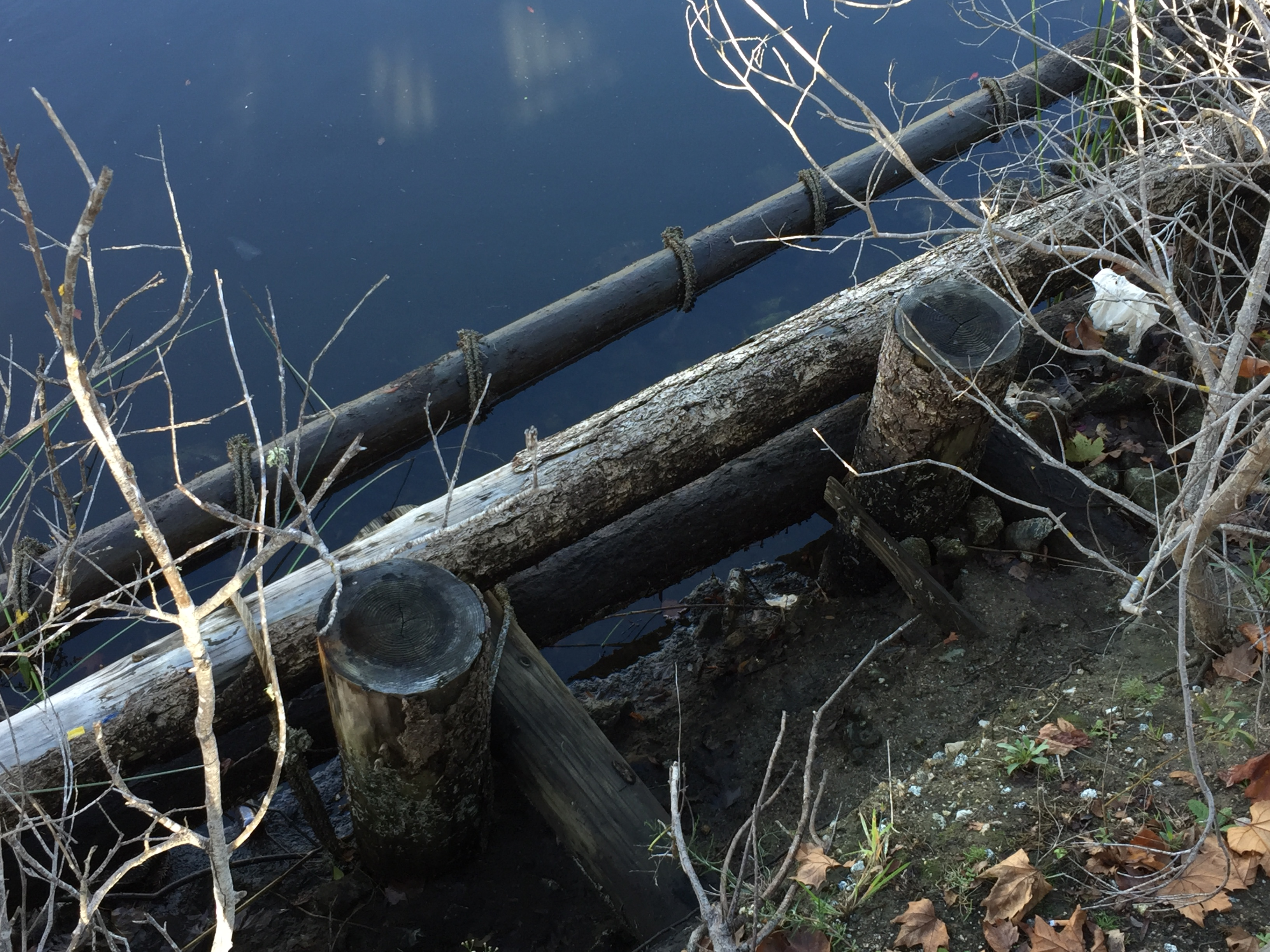
I resti erosi della passeggiata originale lungo il fiume San Lorenzo

Gran parte dei tratti a monte del suo bacino sono piuttosto belli nel loro ambiente boscoso, mentre quello a valle è accessibile a gran parte della popolazione della città di Santa Cruz.
Nel 1987 la città di Santa Cruz incaricò ROMA, un'azienda di progettazione di San Francisco, di sviluppare un piano progettuale per incorporare gli elementi naturali del fiume nella progettazione urbanistica. Il piano condusse alla creazione di marciapiedi, aree per picnic e possibilità di vedute panoramiche lungo la popolosa zona più a valle del fiume. Il piano richiedeva la creazione di un bosco continuo sulle rive superiori di querce bianche, ippocastani, salici e altri alberi a foglia caduca.
Un tratto notevolmente panoramico tra i ponti di Riverside Avenue e Broadway è forse la parte più attraente del fiume. Qui esso gira costeggiando la base di Beach Hill, uno storico quartiere periferico e un elemento topografico notevole della città di Santa Cruz. Questo tratto è visibile da molte parti della città e dà un senso di ripidità e inclusione con il canale. La riva occidentale è stata luogo di passeggiate su pista in legno, oggi spazzata via dalla erosione.